# Bassin de Los Angeles

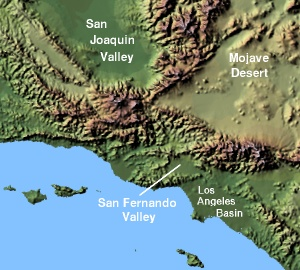
Le bassin de Los Angeles.

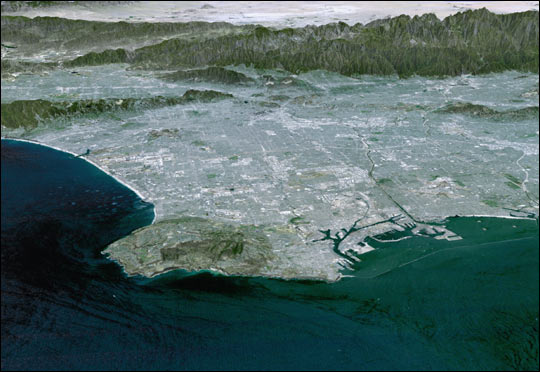
Photo satellite du bassin de L.A. Au premier plan, la péninsule de Palos Verde. Au fond, de gauche à droite, les monts Santa Monica, les monts San Gabriel, et les collines de Puente.

Le bassin de Los Angeles est une plaine côtière sédimentaire située au sein des chaînes montagneuses de la côte pacifique, en Californie du Sud, aux États-Unis. Entièrement urbanisé, il comprend la partie centrale de la ville de Los Angeles, ainsi que les banlieues sud et sud-est de cette ville (comté de Los Angeles et comté d’Orange). 

## Situation

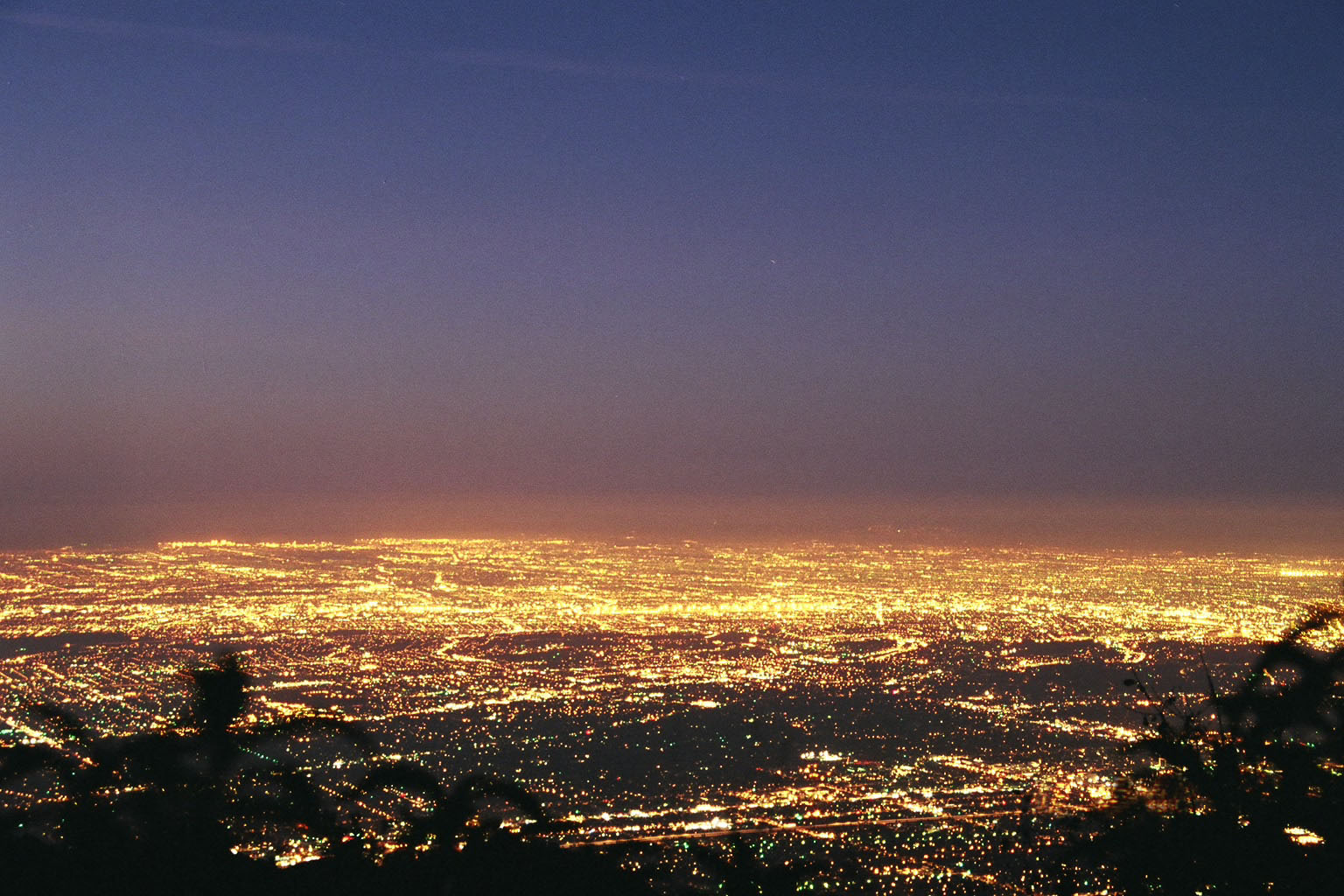
Le bassin de L.A. vu depuis le mont Wilson.

Ses dimensions sont de 56 km (nord-sud) sur 24 km (est-ouest). Il forme un triangle délimité par les monts Santa Monica au nord, les collines de Puente et les montagnes de Santa Ana à l’est, et l’océan Pacifique au sud et à l'ouest, la péninsule de Palos Verdes marquant le bord occidental du bassin.

## Formation
Le bassin, alors immergé, s’est formé au néogène (15 millions d’années). Un mouvement de rotation des montagnes environnantes a entraîné la subsidence par faille de la croûte terrestre et la formation d’une large cuvette, dans laquelle des sédiments marins et terrestres se sont déposés en couches épaisses (11 km aujourd’hui). L’accumulation de micro-organismes pendant cette période a provoqué l’apparition de nappes pétrolifères. Ces nappes ont été exploitées, comme à Wilmington, et sont aujourd’hui quasiment épuisées. Il y a environ 5 millions d’années, un mouvement de subduction a affecté la croûte terrestre et provoqué l’émergence du fond sous-marin constituant le bassin, l’accumulation postérieure de sédiments terrestres formant depuis la couche supérieure du bassin tel qu’il existe aujourd’hui.

## Risques sismiques
La nature sédimentaire du bassin et son caractère urbain sont les raisons pour lesquelles on considère qu’il peut faire l’objet de dégâts importants en cas de séisme. Les géologues comparent le bassin à un « bol de gelée » pouvant être secoué violemment par une activité sismique. L’absence de matériel rocheux dans le bassin conduit également à des phénomènes de subsidence par extraction résultant de l’exploitation pétrolière. Les exemples les plus spectaculaires sont l’effondrement du barrage de Baldwin Hills en 1963 et l’enfoncement de plusieurs mètres sous le niveau de la mer du port de Long Beach.

## Vue panoramique

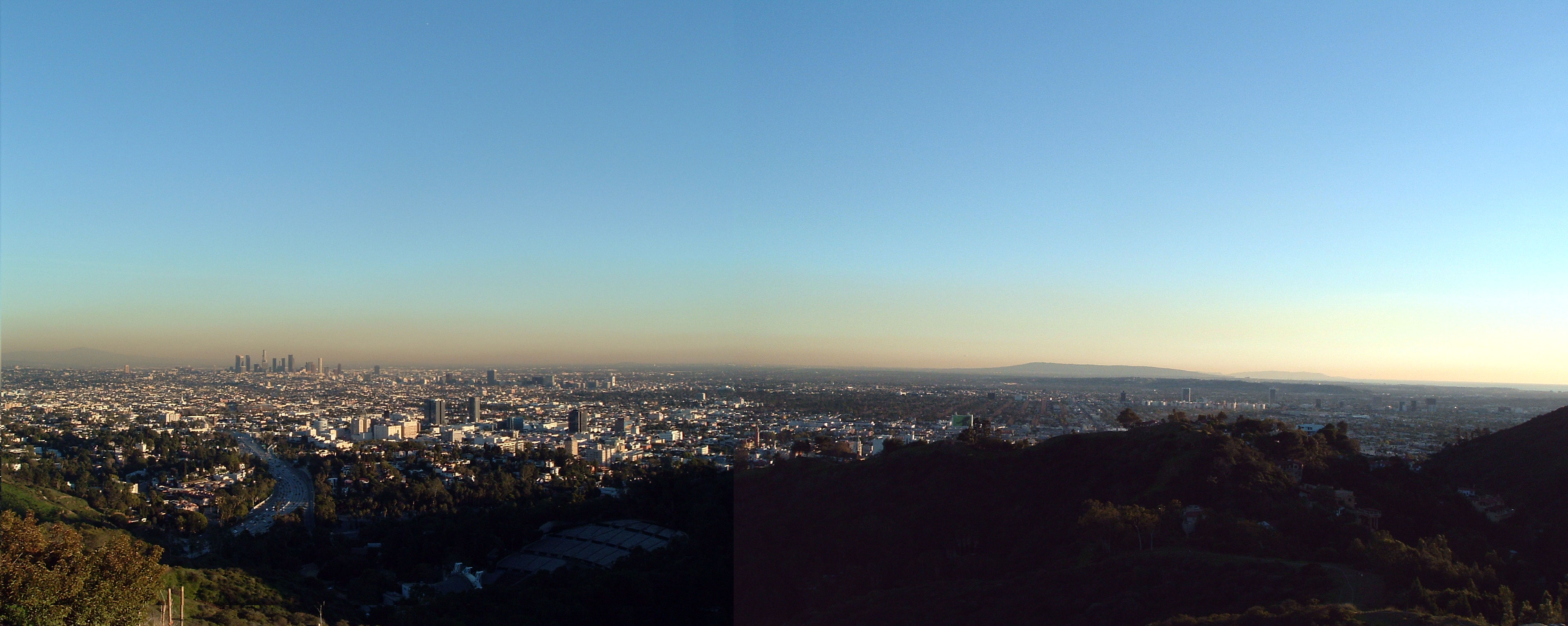
Bassin de Los Angeles, vue panoramique depuis Mulholland Drive.